# Mariano González Zarur
Pour les articles homonymes, voir González.
Mariano González Zarur, né le 3 avril 1949 à Apizaco, Tlaxcala, est un homme politique mexicain. Il a été gouverneur de l'État mexicain de Tlaxcala du 15 janvier 2011, jusqu'à 2016.